# John Millman
John Millman (Brisbane, 14 giugno 1989) è un ex tennista australiano.
In carriera ha vinto un titolo ad Almaty nel 2020 e raggiunto altre due finali, nel 2018 a Budapest persa contro Marco Cecchinato e a Tokyo nel 2019 dove è stato sconfitto da Novak Đoković. Nei tornei del Grand Slam ha raggiunto i quarti di finale agli US Open 2018.

## Carriera

### Tra gli juniores
Gioca nell'ITF Junior Circuit dal 2004 all'inizio del 2007 e prende parte solo ad alcuni tornei in Oceania. Vince solo tornei minori, 3 in singolare e 2 in doppio, il miglior risultato agli Australian Open juniores è il secondo turno nel 2007 e non va oltre l'84ª posizione nel ranking mondiale di categoria.

### 2007-2012, inizi tra i professionisti e primi titoli ITF e Challenger
Fa le sue prime apparizioni tra i professionisti nel 2007, inizia a giocare con continuità nel 2008 e a ottobre conquista il suo primo titolo ITF al torneo ITF Australia F8 di Traralgon. Nel gennaio 2009 fa la sua prima esperienza nelle qualificazioni degli Australian Open superando il primo turno ed esce di scena al secondo incontro. Subito dopo fa il suo debutto nell'ATP Challenger Tour al Burnie International e subito raggiunge la semifinale. A marzo arriva il primo titolo in doppio all'ITF Spain F9. Il suo debutto in un torneo ATP risale al gennaio 2010 quando ottiene una wild card a Brisbane e al primo turno racimola solo quattro game contro il nº 12 del mondo e campione uscente Štěpánek. Raggiunge il turno finale delle qualificazioni agli Australian Open e viene superato da Marčenko. Nel prosieguo della stagione non supera le qualificazioni neanche negli altri tre tornei del Grande Slam, si impone in due tornei ITF e a ottobre conquista il suo primo titolo Challenger a Sacramento, risultato con cui fa il suo ingresso nella top 200 del ranking.
Anche nel 2011 entra con una wild card nel tabellone di Brisbane ed esce di nuovo al primo turno. Eliminato al secondo turno delle qualificazioni sia all'ATP di Sydney sia agli Australian Open, non raccoglie risultati di rilievo nel resto della stagione, anche a causa di un infortunio alla spalla rimediato in aprile. Continua a giocare fino a giugno e chiude in anticipo la stagione dopo la sconfitta al primo turno delle qualificazioni a Wimbledon.
Rientra all'inizio del 2012 a Brisbane, dove stavolta supera le qualificazioni e perde di nuovo al primo turno del main draw da Girdaldo. Eliminato da Pospisil nelle qualificazioni degli Australian Open, torna a dividersi tra molti ITF Futures (un titolo e una finale persa in stagione) e qualche Challenger (finale a Pusan in maggio), rientrando a fine anno tra i primi duecento del mondo.

### 2013-2015, infortunio e crollo nel ranking, risalita e top 100
Superate le qualificazioni a Brisbane, vince il suo primo match in carriera in un torneo ATP superando per 6–4, 6–1 Tatsuma Itō; al secondo turno cede in tre set al nº 3 del mondo Andy Murray, al quale strappa il secondo set. Il periodo positivo si prolunga all'ATP di Sydney, dove supera Robredo e viene sconfitto al terzo set dal nº 23 del mondo Seppi. Fa il suo esordio agli Australian Open con a una wild card, al primo match ritrova Itō e perde in cinque set dopo tre ore e mezzo di gioco. Conquista due titoli Challenger a Burnie e Kyoto e ad aprile sale al 126º posto mondiale. Torna a giocare nel tabellone principale di un torneo ATP a Monaco e perde contro Žemlja. Gli ottimi risultati di questi primi mesi gli valgono l'invito al Roland Garros ma il riacutizzarsi dei problemi alla spalla lo costringono a rinunciare.
Torna a giocare nell'aprile 2014 e si ritrova oltre l'800ª posizione e, non potendo difendere i punti dell'anno precedente, scivola velocemente oltre la 1100ª. Ad agosto coglie due successi consecutivi a livello Futures in Corea del Sud, dopo i quali abbandona definitivamente il circuito ITF. Verso fine stagione torna a imporsi nei tornei Challenger conquistando prima la finale a Tiburon poi il titolo a Treragon e Yokohama; rientrando così tra i primi duecento del mondo.
A inizio 2015 torna a vincere un match ATP a Brisbane contro Rhyne Williams e al secondo turno vince il primo set contro Roger Federer per poi cedere i due parziali successivi. Agli Australian Open perde al debutto contro Leonardo Mayer in tre set. Disputa la prima finale dell'anno al Challenger di Kyoto e viene sconfitto da Przysiężny. In seguito perde al secondo turno delle qualificazioni di Istanbul, trova un'altra finale Challenger a Vicenza (persa contro Inigo Cervantes) e viene eliminato nelle qualificazioni del Roland Garros. Supera invece i tre turni preliminari a Wimbledon battendo Lindell, Lamasine e Couacaud, conquista poi il suo primo successo in un torneo Slam ai danni di Robredo, numero 19 del mondo, per 6–2, 6–3, 6–4. Nel secondo turno lotta tre ore e quarantaquattro minuti prima di cedere al quinto set a Marcos Baghdatis. Entra così per la prima volta tra i primi cento del mondo e inizia a essere ammesso direttamente ai tornei del circuito maggiore, a partire da quello di Bogotà dove viene eliminato al primo turno. Coglie invece due vittorie in tornei Challenger americani in agosto, Lexington e Aptos, prima di debuttare agli Us Open dove viene battuto al primo turno da Stakhovsky. Se anche a Metz perde al debutto da Kohlscheriber, migliori sono gli esiti a Shenzhen (secondo turno, battuto da Cilic) e soprattutto all'ATP 500 di Pechino dove, superate le qualificazioni, batte Robredo e cede solo al terzo set al numero tredici del mondo John Isner. In coda alla stagione supera un turno a Stoccolma e conquista il Challenger di Kobe, chiudendo l'anno al novantesimo posto del ranking mondiale.

### 2016, Olimpiadi
Agli Australian Open supera per la prima volta il primo turno battendo Diego Schwartzman. Nel secondo turno sconfigge il n. 38 Gilles Müller in cinque set prima di essere fermato dal connazionale Bernard Tomic.
Raggiunge i quarti di finale a Montpellier avanzando oltre Julien Benneteau. Nel resto della stagione sul cemento colleziona al più una serie di primi e secondi turni, Roland Garros compreso.
Si rifà nella stagione su erba arrivando al terzo turno del Torneo di Wimbledon dove si scontro con la seconda testa di serie, Andy Murray.
Partecipa per la prima volta alle Olimpiadi di Rio de Janeiro. Sconfigge Ričardas Berankis prima di trovare il giapponese Kei Nishikori.
In agosto raggiunge le semifinali del torneo di Winston-Salem superando fra gli altri Albert Ramos Viñolas e Richard Gasquet. Ad ottobre raggiunge le semifinali del Ningbo Challenger ma è costretto al ritiro per un infortunio all'anca. 
Termina l'anno alla posizione n. 84.

### 2017, l'anno della ripresa grazie alle partecipazioni ai Challenger
Nel 2017 salta il torneo di Brisbane perché non ha ancora recuperato dall'infortunio di cinque mesi prima. Ritorna alle gare nel challenger di Mestre a maggio, perdendo al primo turno, non fa meglio all'Open di Francia dove viene battuto subito da Roberto Bautista Agut. Prova a riprendere il ritmo di gara partecipando a diversi Challenger su erba senza lasciare il segno in nessuno di loro. A Wimbledon ha poche opportunità di migliorare il suo gioco scontrandosi subito con Rafael Nadal.
Deve attendere ancora un altro po', ad agosto, quando partecipa al Lexington Challenger, altro challenger, ma su cemento, dove arriva in finale in cui cede al campione del torneo Michael Mmoh.
Il miglioramento si manifesta anche ai successivi US Open dove batte Nick Kyrgios al primo turno e si ferma al terzo contro Philipp Kohlschreiber.
A settembre fa il suo debutto in Coppa Davis nella semifinale del gruppo mondiale, contro il Belgio, dove perde nel singolare che lo vede opposto al n. 12 della classifica mondiale, David Goffin. Sull'onda del momento propizio di forma, raggiunge successivamente 5 semifinali nei tornei Challenger, e vince quello disputatosi a Hua Hin contro il connazionale Andrew Whittington col punteggio di 6–2, 6–2.
Termina l'anno alla posizione n. 128.

### 2018, la svolta, prima finale ATP, quarti di finale Slam, top50
A febbraio conquista per la seconda volta a Kyoto, decimo sigillo nella categoria Challenger, rientrando nella top100 mondiale.
Ad aprile raggiunge la sua prima finale ATP a Budapest dove perde dal campione del torneo, Marco Cecchinato. Vince anche il challenger di Aix-en-Provence contro il connazionale Bernard Tomić col punteggio di 6–1, 6–2. Nella stagione su erba raggiunge i quarti di finale ad Eastbourne dove trova di nuovo Cecchinato. A Wimbledon, è Milos Raonic a fermalo al secondo turno. Grazie a questa serie di risultati positivi, a luglio, entra nella top50 per la prima volta in carriera.
A settembre è protagonista di una vittoria clamorosa battendo Roger Federer nel quarto turno dello US Open, in quattro set. Questa è stata la prima vittoria su un top10 e gli ha permesso di raggiungere per la prima volta i quarti di finale dello Slam newyorchese dove viene fermato dal futuro campione del torneo, Novak Đoković.
Così facendo trova il suo best-ranking di carriera al n. 33 il 15 ottobre 2018, e termina l'anno al n.38.

### 2019, seconda finale ATP
Apre la stagione nella terra natale raggiungendo dopo una prova grigia a Brisbane, al successivo Sydney International i quarti di finale giocati contro Gilles Simon. Agli Australian Open è Bautista Agut a fermarlo al secondo turno.
All'Open di Francia è battuto all'esordio del torneo da Alexander Zverev al primo incontro giocato sul campo centrale, il "Philippe-Chatrier court".
Nella stagione su erba non raggiunge risultati incoraggianti a Stoccarda, Halle e Eastbourne, uscendo tutte le volte al primo turno. Comunque riesce a trovare la forma migliora allo Slam di Wimbledon, grazie alle vittorie su Hugo Dellien e Laslo Đere prima di cadere al terzo turno contro l'americano Sam Querrey.
Agli US Open si ripete il tabellone difficile che spesso lo accompagna, trovando di nuovo Rafael Nadal, futuro vincitore del torneo. Successivamente conquista il OEC Kaohsiung di Busan, mentre giunge in finale al torneo ATP di Tokyo, dove perde dall'altro Big3, Djokovic.
Termina l'anno alla posizione n. 48 della classifica.

### 2020, primo titolo ATP, top 50 per il terzo anno consecutivo
Inizia tradizionalmente in terra oceanica la sua stagione, questa volta in Nuova Zelanda all'ASB Classic di Auckland dove batte in successione Mmoh e Karen Chačanov per giungere nei quarti di finale dove viene fermato dall'eventuale finalista del torneo, Benoît Paire. Agli Australian Open gioca il terzo turno contro Roger Federer durante il quale in una serie di capovolgimenti dell'incontro, rischia di battere di nuovo lo svizzero in un torneo del Grande Slam, perdendo al tie-break del quinto set per 6–4, 6–7, 4–6, 6–4, 6–7.
Dopo lo stop dovuto allo scoppio della pandemia di Coronavirus, trova un'altra vittoria in un torneo del circuito maggiore battendo nell'edizione inaugurale dell'Astana Open Adrian Mannarino col punteggio di 7–5, 6–1. Successivamente partecipa al torneo di Sofia battendo sulla strada dei quarti di finale Gilles Simon per essere quindi fermato dall'eventuale finalista, Vasek Pospisil.
Termina l'anno alla posizione n. 38.

### 2021-2022, singolare e doppio alle Olimpiadi
Dopo una prima parte di stagione deludente, trova i quarti di finale a Monaco di Baviera contro Casper Ruud dopo aver battuto Guido Pella. Nel luglio del 2021 partecipa alle posticipate Olimpiadi 2020, dove perde al secondo turno da Alejandro Davidovich Fokina. Partecipa anche nel doppio in coppia con Luke Saville.
Nella stagione su cemento autunnale, al Sofia Open trova i quarti di finale, per la quarta volta nella stagione, dopo Munich, Washington and Astana e Nur-Sultan, dove perde da Marcos Giron, a cui si aggiungono successivamente anche Mosca e San Pietroburgo.
Nel 2022 dopo un avvio lento, si riprende a Delray Beach dove arriva in semifinale, superando Cressy, Giron e Dimitrov, fermato da Reilly Opelka in tre set tutti terminati al tie-break. Dopo un'altra stagione sottotono, nella parte finale raggiunge i quarti dei challenger di Busan, Yokohama e Kobe.
Termina l'anno alla posizione n. 72.

### 2023-2024: fuori dalla top400, ritiro
Agli Australian Open perde al secondo turno contro la seconda testa di serie del torneo Daniil Medvedev.
Dopo qualche torneo senza successo, rientra a giocare agli US Open per via di un infortunio alla schiena che l'ha tenuto lontano per sette mesi. Viene eliminato al secondo turno delle qualificazioni a cui aveva acceduto utilizzando il protected ranking.
Agli inizi di novembre annuncia il suo ritiro dalle competizioni professionistiche di tennis alla fine dell'estate australiana del 2024.
Non riesce a qualificarsi per il tabellone principale dell' 
Australian Open 2024 e si ritira dopo avere perso al secondo turno del torneo di doppio il 19 gennaio 2024.

## Statistiche

### Singolare

#### Vittorie (1)
| Legenda              |
| Grande Slam (0)      |
| ATP Finals (0)       |
| ATP Masters 1000 (0) |
| ATP Tour 500 (0)     |
| ATP Tour 250 (1)     |

| N. | Data             | Torneo                  | Superficie  | Avversari in finale | Punteggio |
| 1. | 1º novembre 2020 | Astana Open, Nur-Sultan | Cemento (i) | Adrian Mannarino    | 7–5, 6–1  |

#### Finali perse (2)
| Legenda              |
| Grande Slam (0)      |
| ATP Finals (0)       |
| ATP Masters 1000 (0) |
| ATP Tour 500 (1)     |
| ATP Tour 250 (1)     |

| N. | Data           | Torneo                                 | Superficie  | Avversari in finale | Punteggio |
| 1. | 29 aprile 2018 | Hungarian Open, Budapest               | Terra rossa | Marco Cecchinato    | 5–7, 4–6  |
| 2. | 6 ottobre 2019 | Japan Open Tennis Championships, Tokyo | Cemento     | Novak Đoković       | 3–6, 2–6  |

### Tornei minori

#### Singolare

##### Vittorie (17)
| Legenda tornei minori |
| Challenger (10)       |
| Futures (7)           |

| N.  | Data              | Torneo                                                   | Superficie  | Avversari in finale | Punteggio           |
| 1.  | 12 ottobre 2008   | Australia F8, Traralgon                                  | Cemento     | Andrew Coelho       | 6–2, 6–3            |
| 2.  | 29 novembre 2009  | Australia F10, Kalgoorlie                                | Cemento     | Matthew Ebden       | 6–2, 7–6(1)         |
| 3.  | 28 febbraio 2010  | Australia F2, Berri                                      | Erba        | Greg Jones          | 1–6, 6–4, 6–4       |
| 4.  | 19 settembre 2010 | Australia F6, Darwin                                     | Cemento     | Hiroki Moriya       | 6–0, 6–1            |
| 5.  | 11 ottobre 2010   | Natomas Men's Professional Tennis Tournament, Sacramento | Cemento     | Robert Kendrick     | 6–3, 6–2            |
| 6.  | 4 novembre 2012   | Australia F12, Bendigo                                   | Cemento     | Benjamin Mitchell   | 6–3, 6–3            |
| 7.  | 3 febbraio 2013   | Burnie International, Burnie                             | Cemento     | Stéphane Robert     | 6–2, 4–6, 6–0       |
| 8.  | 10 marzo 2013     | All Japan Indoor Championshipss, Kyoto                   | Cemento     | Marco Chiudinelli   | 4–6, 6–4, 7–6(2)    |
| 9.  | 11 agosto 2014    | Korea F10, Chuncheon                                     | Cemento     | Jose Statham        | 6–3, 6(4)–7, 7–6(5) |
| 10. | 18 agosto 2014    | Korea F11, Ansung                                        | Terra rossa | Jose Statham        | 6–1, 7–5            |
| 11. | 3 novembre 2014   | Traralgon Challenger, Traralgon                          | Cemento     | James Ward          | 6–4, 6–1            |
| 12. | 16 novembre 2014  | Keyo Challenger, Yokohama                                | Cemento     | Kyle Edmund         | 6–4, 6–4            |
| 13. | 2 agosto 2015     | Lexington Challenger, Lexington                          | Cemento     | Yasutaka Uchiyama   | 6–3, 3–6, 6–4       |
| 14. | 16 agosto 2015    | Aptos Challenger, Aptos                                  | Cemento     | Austin Krajicek     | 7–5, 2–6, 6–3       |
| 15. | 15 novembre 2015  | Kobe Challenger, Kōbe                                    | Cemento     | Tarō Daniel         | 6–1, 6–3            |
| 16. | 26 novembre 2017  | Hua Hin Open, Hua Hin                                    | Cemento     | Andrew Whittington  | 6–2, 6–2            |
| 17. | 25 febbraio 2018  | All Japan Indoor Championships, Kyoto                    | Carpet      | Jordan Thompson     | 7–5, 6–1            |

##### Finali perse (12)
| Legenda tornei minori |
| Challenger (5)        |
| Futures (7)           |

| N.  | Data              | Torneo                                   | Superficie  | Avversari in finale    | Punteggio        |
| 1.  | 4 maggio 2008     | Romania F1, Bucarest                     | Terra rossa | Răzvan Sabău           | 5–7, 3–6         |
| 2.  | 17 maggio 2009    | Bulgaria F2, Stara Zagora                | Terra rossa | Predrag Rusevski       | 2–6, 3–6         |
| 3.  | 27 settembre 2009 | Australia F6, Darwin                     | Cemento     | Jamie Baker            | 4–6, 6–2, 3–6    |
| 4.  | 22 novembre 2009  | Australia F9, Esperance                  | Cemento     | Matthew Ebden          | 3–6, 4–6         |
| 5.  | 11 aprile 2010    | USA F9, Little Rock                      | Cemento     | Brydan Klein           | 3–6, 6–3, 3–6    |
| 6.  | 26 settembre 2010 | Australia F7, Alice Springs              | Cemento     | Colin Ebelthite        | 5–7, 6(2)–7      |
| 7.  | 1º aprile 2012    | Australia F4, Bundaberg                  | Terra rossa | Jason Kubler           | 4–6, 6–1, 1–6    |
| 8.  | 13 maggio 2012    | Busan Open Challenger Tennis, Pusan      | Cemento     | Tatsuma Itō            | 4–6, 3–6         |
| 9.  | 12 ottobre 2014   | Tiburon Challenger, Tiburon              | Cemento     | Sam Querrey            | 4–6, 2–6         |
| 10. | 31 maggio 2015    | Internazionali Città di Vicenza, Vicenza | Terra rossa | Iñigo Cervantes-Huegun | 4–6, 2–6         |
| 11. | 8 agosto 2017     | Lexington Challenger, Lexington          | Cemento     | Michael Mmoh           | 4–6, 7–6(3), 3–6 |
| 12. | 29 ottobre 2017   | Ho Chi Minh Challenger, Ho Chi Minh      | Cemento     | Michail Južnyj         | 4–6, 4–6         |

#### Doppio

##### Vittorie (3)
| Legenda        |
| Challenger (0) |
| Futures (3)    |

| N. | Data           | Torneo                 | Superficie  | Compagno       | Avversari in finale           | Punteggio        |
| 1. | 15 marzo 2009  | Spain F9, Badalona     | Terra rossa | Mark Verryth   | Jordi Marse-Vidri Allen Perel | 6–1, 7–6(5)      |
| 2. | 10 maggio 2009 | Bulgaria F1, Sandanski | Terra rossa | Thomas Kromann | Valentin Dimov Todor Enev     | 3–6, 6–1, [10–5] |
| 3. | 4 aprile 2010  | USA F8, Sandanski      | Terra rossa | Brydan Klein   | Kaden Hensel Jose Statham     | 4–6, 6–4, [10–6] |

##### Finali perse (2)
| Legenda        |
| Challenger (0) |
| Futures (2)    |

| N. | Data           | Torneo                 | Superficie  | Compagno     | Avversari in finale          | Punteggio        |
| 1. | 21 marzo 2010  | Great Britain F4, Bath | Cemento (i) | Tim Bradshaw | Kamil Capkovic Andrej Martin | 6(1)–7, 3–6      |
| 2. | 11 aprile 2010 | USA F9, Little Rock    | Cemento     | Brydan Klein | Lester Cook Brett Joelson    | 4–6, 6–3, [7–10] |

## Risultati in progressione
| Sigla | Risultato               |
| ----- | ----------------------- |
| V     | Vincitore               |
| F     | Finalista               |
| SF    | Semifinalista           |
| O     | Oro olimpico            |
| A     | Argento olimpico        |
| SF    | Bronzo olimpico         |
| QF    | Quarti di Finale        |
| 4T    | Quarto turno            |
| 3T    | Terzo turno             |
| 2T    | Secondo turno           |
| 1T    | Primo turno             |
| RR    | Round Robin             |
| LQ    | Turno di qualificazione |
| A     | Assente                 |
| ND    | Non disputato           |

| Legenda superfici    |
| -------------------- |
| Cemento              |
| Terra battuta        |
| Erba                 |
| Superficie variabile |

### Singolare
| Torneo             | 2009          | 2010          | 2011          | 2012 | 2013          | 2014          | 2015          | 2016 | 2017          | 2018          | 2019          | 2020          | 2021 | 2022          | 2023          | 2024 | V–S   |
| ------------------ | ------------- | ------------- | ------------- | ---- | ------------- | ------------- | ------------- | ---- | ------------- | ------------- | ------------- | ------------- | ---- | ------------- | ------------- | ---- | ----- |
| Tornei Grande Slam |               |               |               |      |               |               |               |      |               |               |               |               |      |               |               |      |       |
| Australian Open    | Q2            | Q3            | Q2            | Q1   | 1T            | A             | 1T            | 3T   | A             | 2T            | 2T            | 3T            | 1T   | 2T            | 2T            | Q2   | 8–9   |
| Open di Francia    | A             | Q2            | A             | A    | A             | A             | Q1            | 1T   | 1T            | 1T            | 1T            | 1T            | A    | 1T            | A             | A    | 0–6   |
| Wimbledon          | A             | Q1            | Q1            | A    | A             | A             | 2T            | 3T   | 1T            | 2T            | 3T            | ND            | 1T   | 1T            | A             | A    | 6–7   |
| US Open            | A             | Q3            | A             | A    | A             | A             | 1T            | 1T   | 3T            | QF            | 1T            | 2T            | 1T   | 1T            | 2T            | A    | 8–9   |
| Vittorie–Sconfitte | 0–0           | 0–0           | 0–0           | 0–0  | 0–1           | 0–0           | 1–3           | 4–4  | 2–3           | 6–4           | 3–4           | 3–3           | 0–3  | 1–4           | 2–2           | 0–0  | 22–31 |
| Giochi olimpici    |               |               |               |      |               |               |               |      |               |               |               |               |      |               |               |      |       |
| Giochi olimpici    | Non disputati | Non disputati | Non disputati | A    | Non disputati | Non disputati | Non disputati | 2T   | Non disputati | Non disputati | Non disputati | Non disputati | 2T   | Non disputati | Non disputati | A    | 2–2   |
| Vittorie–Sconfitte | Non disputati | Non disputati | Non disputati | 0–0  | Non disputati | Non disputati | Non disputati | 1–1  | Non disputati | Non disputati | Non disputati | Non disputati | 1–1  | Non disputati | Non disputati | 0–0  | 2–2   |

### Doppio
| Torneo             | 2009          | 2010          | 2011          | 2012 | 2013          | 2014          | 2015          | 2016 | 2017          | 2018          | 2019          | 2020          | 2021 | 2022          | 2023          | V–S  |
| ------------------ | ------------- | ------------- | ------------- | ---- | ------------- | ------------- | ------------- | ---- | ------------- | ------------- | ------------- | ------------- | ---- | ------------- | ------------- | ---- |
| Tornei Grande Slam |               |               |               |      |               |               |               |      |               |               |               |               |      |               |               |      |
| Australian Open    | A             | A             | 1T            | A    | 2T            | A             | 1T            | 1T   | A             | 1T            | 1T            | 1T            | 3T   | 1T            | 1T            | 3–10 |
| Open di Francia    | A             | A             | A             | A    | A             | A             | A             | 1T   | A             | 2T            | 1T            | 1T            | A    | A             | A             | 1–4  |
| Wimbledon          | A             | A             | A             | A    | A             | A             | A             | A    | A             | 1T            | A             | ND            | A    | A             | A             | 0–1  |
| US Open            | A             | A             | A             | A    | A             | A             | A             | A    | 2T            | 1T            | 1T            | A             | 2T   | A             | A             | 2–4  |
| Vittorie–Sconfitte | 0–0           | 0–0           | 0–1           | 0–0  | 1–1           | 0–0           | 0–1           | 0–2  | 1–1           | 1–4           | 0–3           | 0–2           | 3–2  | 0–1           | 0–1           | 6–19 |
| Giochi olimpici    |               |               |               |      |               |               |               |      |               |               |               |               |      |               |               |      |
| Giochi olimpici    | Non disputati | Non disputati | Non disputati | A    | Non disputati | Non disputati | Non disputati | A    | Non disputati | Non disputati | Non disputati | Non disputati | 1T   | Non disputati | Non disputati | 0–0  |
| Vittorie–Sconfitte | Non disputati | Non disputati | Non disputati | 0–0  | Non disputati | Non disputati | Non disputati | 0–0  | Non disputati | Non disputati | Non disputati | Non disputati | 0–1  | Non disputati | Non disputati | 0–1  |

## Vittorie contro giocatori Top 10
| Stagione | 2018 | Totale |
| Vittorie | 1    | 1      |

| #    | Giocatore     | Rank | Evento            | Superficie | Turno | Punteggio                |
| ---- | ------------- | ---- | ----------------- | ---------- | ----- | ------------------------ |
| 2018 |               |      |                   |            |       |                          |
| 1.   | Roger Federer | 2    | US Open, New York | Cemento    | 4T    | 3–6, 7–5, 7–6(7), 7–6(3) |